# Íjászvilágbajnokok listája

Az alábbi táblázatok a sportíjászat világbajnokait tartalmazzák. A világbajnokságokon a hagyományos visszacsapó íjas (recurved) versenyeken kívül csigás íjas (compound) versenyeket is rendeznek (olimpiákon csak recurved íjjal versenyeznek).

## Férfiak

### Visszacsapó íj (recurved)

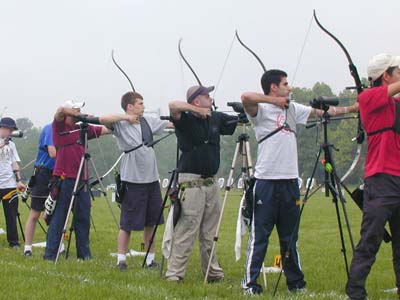
Visszacsapó íjas verseny

| Év, helyszín       | Egyéni                   | Egyéni        | Csapat                                                           | Csapat        |
| 1931 Lwów          | Michael Sawicki          | Lengyelország | Franciaország                                                    | Franciaország |
| 1932 Varsó         | Laurent Reith            | Franciaország | Lengyelország                                                    | Lengyelország |
| 1933 London        | Donald McKenzie          | USA           | Belgium                                                          | Belgium       |
| 1934 Båstad        | Henry Kjelsson           | Svédország    | Svédország                                                       | Svédország    |
| 1935 Brüsszel      | Adrian van Kohlen        | Belgium       | Belgium                                                          | Belgium       |
| 1936 Prága         | Emil Heilborn            | Svédország    | Csehszlovákia                                                    | Csehszlovákia |
| 1937 Párizs        | George de Rons           | Belgium       | Lengyelország                                                    | Lengyelország |
| 1938 London        | Frantisek Hadas          | Csehszlovákia | Lengyelország                                                    | Lengyelország |
| 1939 Oslo          | Roger Beday              | Franciaország | Franciaország                                                    | Franciaország |
| 1946 Stockholm     | Elmar Tank-Holbok        | Dánia         | Dánia                                                            | Dánia         |
| 1947 Prága         | Hans Deutgen             | Svédország    | Csehszlovákia                                                    | Csehszlovákia |
| 1948 London        | Hans Deutgen             | Svédország    | Svédország                                                       | Svédország    |
| 1949 Párizs        | Hans Deutgen             | Svédország    | Csehszlovákia                                                    | Csehszlovákia |
| 1950 Koppenhága    | Hans Deutgen             | Svédország    | Dánia                                                            | Dánia         |
| 1952 Brüsszel      | Stellan Andersson        | Svédország    | Svédország                                                       | Svédország    |
| 1953 Oslo          | Bror Lundgren            | Svédország    | Svédország                                                       | Svédország    |
| 1955 Helsinki      | Nils Andersson           | Svédország    | Svédország                                                       | Svédország    |
| 1957 Prága         | Ozziek Smathers          | USA           | Amerikai Egyesült Államok                                        | USA           |
| 1958 Brüsszel      | Stig Thysell             | Svédország    | Finnország                                                       | Finnország    |
| 1959 Stockholm     | James Caspers            | USA           | Amerikai Egyesült Államok                                        | USA           |
| 1961 Oslo          | Joseph Thornton          | USA           | Amerikai Egyesült Államok                                        | USA           |
| 1963 Helsinki      | Charles Sandin           | USA           | Amerikai Egyesült Államok                                        | USA           |
| 1965 Västeras      | Matti Haikonen           | USA           | Amerikai Egyesült Államok                                        | USA           |
| 1967 Amersfoort    | Roy Rogers               | USA           | Amerikai Egyesült Államok                                        | USA           |
| 1969 Valley Forge  | Hardy Ward               | USA           | Amerikai Egyesült Államok                                        | USA           |
| 1971 York          | John Williams            | USA           | Amerikai Egyesült Államok                                        | USA           |
| 1973 Grenoble      | Viktor Szidoruk          | Szovjetunió   | Amerikai Egyesült Államok                                        | USA           |
| 1975 Interlaken    | Darrell Pace             | USA           | Amerikai Egyesült Államok                                        | USA           |
| 1977 Canberra      | Richard McKinney         | USA           | Amerikai Egyesült Államok                                        | USA           |
| 1979 Nyugat-Berlin | Darrell Pace             | USA           | Amerikai Egyesült Államok                                        | USA           |
| 1981 Punta Ala     | Kyösti Laasonen          | Finnország    | Amerikai Egyesült Államok                                        | USA           |
| 1983 Los Angeles   | Richard McKinney         | USA           | Amerikai Egyesült Államok                                        | USA           |
| 1985 Szöul         | Richard McKinney         | USA           | Koreai Köztársaság                                               | Dél-Korea     |
| 1987 Adelaide      | Vlagyimir Jecsejev       | Szovjetunió   | Német Szövetségi Köztársaság                                     | NSZK          |
| 1989 Lausanne      | Sztanyiszlav Zabrodszkij | Szovjetunió   | Szovjetunió                                                      | Szovjetunió   |
| 1991 Krakkó        | Simon Fairweather        | Ausztrália    | Csung Dzsae Hun, Jang Csang Hun, Csun In Szu                     | Dél-Korea     |
| 1993 Antalya       | Park Kjung Mo            | Dél-Korea     | Sébastien Flute, Eric Unbekand, Lionel Torres, Philippe Fappiano | Franciaország |
| 1995 Jakarta       | Li Kjung Csul            | Dél-Korea     | Li Kjung Csi, Oh Kjo Mun, Kim Dzsae Rak                          | Dél-Korea     |
| 1997 Victoria      | Kim Kjong Ho             | Dél-Korea     | Kim Kjung Ho, Dzsang Jng Ho, Kim Bo Ram                          | Dél-Korea     |
| 1999 Riom          | Hong Szung Csil          | Dél-Korea     | Michele Frangili, Matteo Bisiani, Ilario di Buo                  | Olaszország   |
| 2001 Peking        | Jeon Dzsung Ki           | Dél-Korea     | Jeong Dzsung Ki, Li Csang Hvan, Park Kjung Mo, Kim Von Szub      | Dél-Korea     |
| 2003 New York      | Michele Frangilli        | Olaszország   | Csoi Jung-Kvang, Im Dong Hjun, Park Kjung Mo, Dzsang Jong Ho     | Dél-Korea     |
| 2005 Madrid        | Csung Dzsae Hun          | Dél-Korea     | Csoi Von Dzsong, Csung Dzsae Hun, Han Szeung Hun, Park Kjung Mo  | Dél-Korea     |
| 2007 Lipcse        | Im Dong Hjun             | Dél-Korea     | Im Dong Hjun, Kim Dzseon Csul, Li Csang Hvan                     | Dél-Korea     |
| 2009 Ulszan        | Li Csang Hvan            | Dél-Korea     | O Dzsinhjok, Li Csang Hvan, Im Dong Hjun                         | Dél-Korea     |
| 2011 Torino        | Kim Udzsin               | Dél-Korea     | O Dzsinhjok, Kim Udzsin, Im Dong Hjun                            | Dél-Korea     |
| 2013 Belek         | I Szungjun               | Dél-Korea     | Brady Ellison, Joe Fanchin, Jake Kaminski                        | USA           |
| 2015 Koppenhága    | Kim Udzsin               | Dél-Korea     | Kim Udzsin, Ku Boncshan, O Dzsinhjok                             | Dél-Korea     |
| 2017 Mexikóváros   |                          |               |                                                                  |               |

### Csigás íj (compound)
| Év, helyszín     | Egyéni              | Egyéni     | Csapat                                                            | Csapat        |
| 1995 Jakarta     | Gary Broadhead      | USA        | Gérard Douis, Thomas Randall, Oliver Careau, Domonique Casagrande | Franciaország |
| 1997 Victoria    | Dee Wilde           | USA        | Ondrik Tibor, Povázson János, Szokol Antal,                       | Magyarország  |
| 1999 Riom        | Dave Cousins        | USA        | Logan Wilde, Lawrence Wilde, David Cousins                        | USA           |
| 2001 Peking      | Dejan Sitar         | Szlovénia  | Morten Bø, Terje Røstad, Sigmund Johansen, K. Fli                 | Norvégia      |
| 2003 New York    | Clint Freeman       | Ausztrália | Reo Wilde, Dee Wilde, Dave Cousins, Braden Gellenthien            | USA           |
| 2005 Madrid      | Morgan Lundin       | Svédország | Braden Gellenthien, Dave Cousins, Dee Wilde, Kevin Polish         | USA           |
| 2007 Lipcse      | Dietmar Trillus     | Kanada     | Braden Gellenthien, Reo Wilde, Rodger Willett jr.                 | USA           |
| 2009 Ulszan      | Reo Wilde           | USA        | Dave Cousins, Braden Gellenthien, Reo Wilde                       | USA           |
| 2011 Torino      | Christopher Perkins | Kanada     | Jesse Broadwater, Braden Gellenthien, Reo Wilde                   | USA           |
| 2013 Belek       | Mike Schloesser     | Hollandia  | Martin Damsbo, Stephan Hansen, Patrick Laursen                    | Dánia         |
| 2015 Koppenhága  | Stephan Hansen      | Dánia      | Esmaeil Ebadi, Majid Gheidi, Amir Kazempour                       | Irán          |
| 2017 Mexikóváros |                     |            |                                                                   |               |

## Nők

### Visszacsapó íj (recurved)
| Év, helyszín       | Egyéni                     | Egyéni         | Csapat                                                       | Csapat         |
| 1933 London        | Janina Kurkowska           | Lengyelország  | Lengyelország                                                | Lengyelország  |
| 1934 Båstad        | Janina Kurkowska           | Lengyelország  | Lengyelország                                                | Lengyelország  |
| 1935 Brüsszel      | Ina Catani                 | Svédország     | Nagy-Britannia                                               | Nagy-Britannia |
| 1936 Prága         | Janina Kurkowska           | Lengyelország  | Lengyelország                                                | Lengyelország  |
| 1937 Párizs        | Erna Simon                 | Nagy-Britannia | Nagy-Britannia                                               | Nagy-Britannia |
| 1938 London        | Nora Weston                | Nagy-Britannia | Lengyelország                                                | Lengyelország  |
| 1939 Oslo          | Janina Kurkowska           | Lengyelország  | Lengyelország                                                | Lengyelország  |
| 1946 Stockholm     | Petronella de Wharton-Burr | Nagy-Britannia | Nagy-Britannia                                               | Nagy-Britannia |
| 1947 Prága         | Janina Kurkowska           | Lengyelország  | Dánia                                                        | Dánia          |
| 1948 London        | Petronella de Wharton-Burr | Nagy-Britannia | Csehszlovákia                                                | Csehszlovákia  |
| 1949 Párizs        | Barbara Waterhouse         | Nagy-Britannia | Nagy-Britannia                                               | Nagy-Britannia |
| 1950 Koppenhága    | Jean Lee                   | USA            | Finnország                                                   | Finnország     |
| 1952 Brüsszel      | Jean Lee                   | USA            | Amerikai Egyesült Államok                                    | USA            |
| 1953 Oslo          | Jean Richards              | USA            | Finnország                                                   | Finnország     |
| 1955 Helsinki      | Katarzyna Wisniowska       | Lengyelország  | Nagy-Britannia                                               | Nagy-Britannia |
| 1957 Prága         | Carole Meinhart            | USA            | Amerikai Egyesült Államok                                    | USA            |
| 1958 Brüsszel      | Sigrid Johansson           | Svédország     | Amerikai Egyesült Államok                                    | USA            |
| 1959 Stockholm     | Ann Corby                  | USA            | Amerikai Egyesült Államok                                    | USA            |
| 1961 Oslo          | Nancy Vanderheide          | USA            | Amerikai Egyesült Államok                                    | USA            |
| 1963 Helsinki      | Victoria Cook              | USA            | Amerikai Egyesült Államok                                    | USA            |
| 1965 Västeras      | Marie Lindholm             | Svédország     | Amerikai Egyesült Államok                                    | USA            |
| 1967 Amersfoort    | Maria Maczynska            | Lengyelország  | Lengyelország                                                | Lengyelország  |
| 1969 Valley Forge  | Dorothy Lidstone           | Kanada         | Szovjetunió                                                  | Szovjetunió    |
| 1971 York          | Emma Gapcsenko             | Szovjetunió    | Lengyelország                                                | Lengyelország  |
| 1973 Grenoble      | Linda Myers                | USA            | Szovjetunió                                                  | Szovjetunió    |
| 1975 Interlaken    | Szebiniszio Rusztamova     | Szovjetunió    | Szovjetunió                                                  | Szovjetunió    |
| 1977 Canberra      | Luann Ryon                 | USA            | Amerikai Egyesült Államok                                    | USA            |
| 1979 Nyugat-Berlin | Kim Dzsin Hu               | Dél-Korea      | Koreai Köztársaság                                           | Dél-Korea      |
| 1981 Punta Ala     | Natalja Butuszova          | Szovjetunió    | Szovjetunió                                                  | Szovjetunió    |
| 1983 Los Angeles   | Kim Dzsin Hu               | Dél-Korea      | Koreai Köztársaság                                           | Dél-Korea      |
| 1985 Szöul         | Irina Szoldatova           | Szovjetunió    | Koreai Köztársaság                                           | Dél-Korea      |
| 1987 Adelaide      | Ma Xiangjun                | Kína           | Szovjetunió                                                  | Szovjetunió    |
| 1989 Lausanne      | Kim Szu Njung              | Dél-Korea      | Koreai Köztársaság                                           | Dél-Korea      |
| 1991 Krakkó        | Kim Szu Njung              | Dél-Korea      | Kim Szu Njung, Li Eun Kjung, Cso Jun Dzsung                  | Dél-Korea      |
| 1993 Antalya       | Kim Hjo Dzsung             | Dél-Korea      | Kim Hjo Dzsung, Cso Dzseong Jung, Li Eun Kjung, Li Hi Dzsung | Dél-Korea      |
| 1995 Jakarta       | Natalia Valejeva           | Moldova        | Jun Jun Dzsa, Huang Dzsi Hae, Kim Dzso Szun                  | Dél-Korea      |
| 1997 Victoria      | Kim Du Ri                  | Dél-Korea      | Kim Du Ri, Kim Dzso Szun, Kong Hjon Dzsi                     | Dél-Korea      |
| 1999 Riom          | Li Eun Kjung               | Dél-Korea      | Natalia Valeeva, Giovanna Aldegani, Cristina Ioriatti        | Olaszország    |
| 2001 Peking        | Park Stung Hjun            | Dél-Korea      | Zhang Juanjuan, He Ying, Yang Jianping, Sa Ren               | Kína           |
| 2003 New York      | Jun Mi Dzsin               | Dél-Korea      | Li Hjun Dzsung, Park Mi Kjung, Jun Mi Dzsin, Park Szung Hjun | Dél-Korea      |
| 2005 Madrid        | Li Szung Dzsin             | Dél-Korea      | Li Tuk Jung, Li Szung Dzsin, Jun Mi Dzsin, Park Szung Hjun   | Dél-Korea      |
| 2007 Lipcse        | Natalia Valeeva            | Olaszország    | Csoi Eun Jung, Li Tuk Jung, Park Szung Hjun                  | Dél-Korea      |
| 2009 Ulszan        | Csu Hjondzsong             | Dél-Korea      | Csu Hjondzsong, Ye Ji Kwak, Jun Okhi                         | Dél-Korea      |
| 2011 Torino        | Denisse Van Lamoen         | Chile          | Natalia Valeeva, Guendalina Sartori, Jessica Tomasi          | Olaszország    |
| 2013 Belek         | Maja Jager                 | Dánia          | Csang Hjedzsin, Ki Bobe, Jun Okhi                            | Dél-Korea      |
| 2015 Koppenhága    | Ki Bobe                    | Dél-Korea      | Tuyana Dashidorzhieva, Kszenyija Perova, Inna Sztyepanova    | Oroszország    |
| 2017 Mexikóváros   |                            |                |                                                              |                |

### Csigás íj (compound)
| Év, helyszín     | Egyéni               | Egyéni        | Csapat                                                               | Csapat        |
| 1995 Jakarta     | Angela Moscarelli    | USA           | Angela Moscarelli, Inga Low, Michelle Ragsdale, Anne Bessette        | USA           |
| 1997 Victoria    | Fabiola Palazzini    | Olaszország   | Fabiola Palazzini, Serena Pisano, Cristina Pernazza, Anna Campagnoli | Olaszország   |
| 1999 Riom        | Cathérine Pellen     | Franciaország | Shih Peiyi, Shish Yaping, Huang Chongyu                              | Tajvan        |
| 2001 Peking      | Ulrika Sjöwall       | Svédország    | Maggy Masson, Valérie Fabre, Cathérine Pellen                        | Franciaország |
| 2003 New York    | Mary Zorn            | USA           | Mary Zorn, Amber Dawson, Christie Bisco, Aya Labrie                  | USA           |
| 2005 Madrid      | Szvetlana Goncsarova | Oroszország   | Valérie Fabre, Anne-Marie Bloch, Françoise Volle, Cécile Jousselin   | Franciaország |
| 2007 Lipcse      | Eugenia Salvi        | Olaszország   | Catheline Dessoy, Petra Haemhouts, Gladys Willems                    | Belgium       |
| 2009 Ulszan      | Albina Loginova      | Oroszország   | Viktoria Balzhanova, Ekaterina Korobeynikova, Albina Loginova        | Oroszország   |
| 2011 Torino      | Albina Loginova      | Oroszország   | Erika Anschutz, Christie Colin, Jamie Van Natta                      | USA           |
| 2013 Belek       | Kristina Berger      | Németország   | Aura Maria Bravo, Sara Lopez, Alejandra Usquiano                     | Kolumbia      |
| 2015 Koppenhága  | Kim Yun-hee          | Dél-Korea     | Olena Borysenko, Viktoriya Dyakova, Mariya Shkolna                   | Ukrajna       |
| 2017 Mexikóváros |                      |               |                                                                      |               |

## Vegyes csapat
| Év, helyszín     | Visszacsapó íj (recurved) | Visszacsapó íj (recurved) | Csigás íj (compound)           | Csigás íj (compound) |
| 2011 Torino      | Ki Bobe, Im Donghjon      | Dél-Korea                 | Marcella Tonioli, Sergio Pagni | Olaszország          |
| 2013 Belek       | Ki Bobe, O Dzsinhjok      | Dél-Korea                 | Marcella Tonioli, Sergio Pagni | Olaszország          |
| 2015 Koppenhága  | Ki Bobe, Ku Boncshan      | Dél-Korea                 | Kim Yun-hee, Kim Jong-ho       | Dél-Korea            |
| 2017 Mexikóváros |                           |                           |                                |                      |